# Coryssocnemis viridescens
Coryssocnemis viridescens is een spinnensoort uit de familie trilspinnen (Pholcidae). De soort komt voor van El Salvador tot Costa Rica.